# Кадіар
Кадіар (ісп. Cádiar) — муніципалітет в Іспанії, у складі автономної спільноти Андалусія, у провінції Гранада. Населення — 1637 осіб (2010).
Муніципалітет розташований на відстані близько 390 км на південь від Мадрида, 45 км на південний схід від Гранади.
На території муніципалітету розташовані такі населені пункти: (дані про населення за 2010 рік)
- Кадіар: 1368 осіб
- Наріла: 107 осіб
- Ла-Рамбла-дель-Банко: 33 особи
- Ятор: 129 осіб

## Демографія
Динаміка населення (INE ):

## Галерея зображень

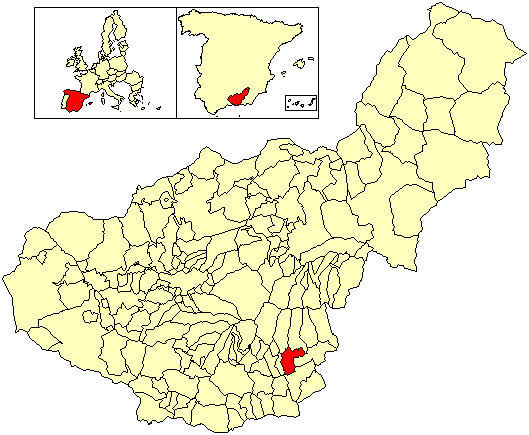
Розташування муніципалітету Кадіар у провінції Гранада